# Trecate
Trecate är en ort och kommun i provinsen Novara i regionen Piemonte i Italien. Kommunen hade 20 715 invånare (2018).